# Litteraturfrämjandets stipendiater 1966
Boklotteriet ombildades 1965 till en stiftelse: Litteraturfrämjandet. Anledningen till detta var mest av administrativ karaktär.
Under år 1965 blev överskottet för Boklotteriet cirka 200 000 kronor. Antalet lotter var 800 000. 
Litteraturfrämjandet delade 1966 ut följande stipendier:
10 000 kronor
- Ann Margret Dahlquist-Ljungberg
- Elsa Grave
- Erik Hjalmar Linder
- Bengt V Wall

5 000 kronor
- Lars Ardelius
- Stig Claesson
- Ingemar Leckius
- Otto Karl-Oskarsson
- Björn Runeborg
- Sven Christer Swahn
- Åsa Wohlin

3 000 kronor
- Erik Beckman
- Göran Börge
- Lars Fredin
- Gustaf Adolf Lysholm
- Bernt Rosengren
- Göran Sonnevi

Journaliststipendier om 3 000 kronor vardera till
- Frithiof Haglund
- Urban Stenström

Övriga stipendier om 2 000 kronor till
- Ragnar Holmström

Stipendier till barn- och ungdomsförfattare om 3 000 kronor vardera till
- Inga Borg
- Stina Hammar
- Olle Mattsson
- Karl-Aage Schwartzkopf
- Kerstin Thorvall

Stipendier från Arbetarnas bildningsförbund som erhållit medel från Litteraturfrämjandet
- Staffan Beckman  5 000 kronor

Stipendium från Aftonbladet som erhållit medel från Litteraturfrämjandet
- Sven Delblanc

Stipendier från Landsbygdens stipendienämnd som erhållit medel från Litteraturfrämjandet om 2 500 kronor vardera till
- Karl Erik Johansson
- Sune Jonsson

Litteraturfrämjandets stora pris om 25 000 kronor
- Lars Ahlin

Litteraturfrämjandets stora romanpris om 15 000 kronor
- Åke Wassing

Carl Emil Englund-priset om 15 000 kronor
- Bengt Emil Johnson

Boklotteriets och Litteraturfrämjandets stipendiater för övriga år se:
- 1949 Boklotteriets stipendiater 1949
- 1950 Boklotteriets stipendiater 1950
- 1951 Boklotteriets stipendiater 1951
- 1952 Boklotteriets stipendiater 1952
- 1953 Boklotteriets stipendiater 1953
- 1954 Boklotteriets stipendiater 1954
- 1955 Boklotteriets stipendiater 1955
- 1956 Boklotteriets stipendiater 1956
- 1957 Boklotteriets stipendiater 1957
- 1958 Boklotteriets stipendiater 1958
- 1959 Boklotteriets stipendiater 1959
- 1960 Boklotteriets stipendiater 1960
- 1961 Boklotteriets stipendiater 1961
- 1962 Boklotteriets stipendiater 1962
- 1963 Boklotteriets stipendiater 1963
- 1964 Boklotteriets stipendiater 1964
- 1965 Litteraturfrämjandets stipendiater 1965
- 1966 Litteraturfrämjandets stipendiater 1966
- 1967 Litteraturfrämjandets stipendiater 1967
- 1968 Litteraturfrämjandets stipendiater 1968
- 1969 Litteraturfrämjandets stipendiater 1969
- 1970 Litteraturfrämjandets stipendiater 1970
- 1971 Litteraturfrämjandets stipendiater 1971
- 1972 Litteraturfrämjandets stipendiater 1972